# Copa de Algarve 2013
La Copa de Algarve de 2013 fue la vigésima edición de este torneo. Es una competición anual de fútbol femenino organizada en la región de Algarve en Portugal.
Estados Unidos venció a Alemania por 2 a 0 en la final, consiguiendo su novena Copa de Algarve.

## Equipos participantes
| Equipo         | FIFA Rankings (diciembre de 2012) |
| -------------- | --------------------------------- |
| Estados Unidos | 1                                 |
| Alemania       | 2                                 |
| Japón          | 3                                 |
| Suecia         | 6                                 |
| Noruega        | 12                                |
| Dinamarca      | 13                                |
| Islandia       | 15                                |
| China          | 17                                |
| México         | 24                                |
| Hungría        | 37                                |
| Gales          | 39                                |
| Portugal       | 46                                |

## Fase de grupos

### Grupo A
| Equipo    | Pts | PJ | PG | PE | PP | GF | GC | DG |
| --------- | --- | -- | -- | -- | -- | -- | -- | -- |
| Alemania  | 7   | 3  | 2  | 1  | 0  | 4  | 1  | 3  |
| Noruega   | 4   | 3  | 1  | 1  | 1  | 2  | 2  | 0  |
| Japón     | 3   | 3  | 1  | 0  | 2  | 3  | 4  | −1 |
| Dinamarca | 2   | 3  | 0  | 2  | 1  | 0  | 2  | −2 |

- Los horarios corresponden a la Hora del Oeste Europeo (WET): UTC±00:00

| 6 de marzo, 13:10 | Noruega                   | 2:0     | Japón | Estadio Bela Vista, Parchal                              |                                                          |
|                   | Hansen 8' · Hegerberg 16' | Reporte |       | Asistencia: 500 espectadores Árbitra: Carol Anne Chenard | Asistencia: 500 espectadores Árbitra: Carol Anne Chenard |

| 6 de marzo, 17:00 | Dinamarca | 0:0     | Alemania | Estadio Municiapl, Albufeira                         |                                                      |
|                   |           | Reporte |          | Asistencia: 500 espectadores Árbitra: Efthalia Mitsi | Asistencia: 500 espectadores Árbitra: Efthalia Mitsi |

| 8 de marzo, 12:15 | Alemania                | 2:1     | Japón      | Estadio Bela Vista, Parchal                          |                                                      |
|                   | Faißt 7' · Marozsán 55' | Reporte | Tanaka 18' | Asistencia: 500 espectadores Árbitra: Margaret Domka | Asistencia: 500 espectadores Árbitra: Margaret Domka |

| 8 de marzo, 16:00 | Noruega | 0:0     | Dinamarca | Estadio Bela Vista, Parchal                           |                                                       |
|                   |         | Reporte |           | Asistencia: 348 espectadores Árbitra: Katalin Kulcsár | Asistencia: 348 espectadores Árbitra: Katalin Kulcsár |

| 11 de marzo, 12:20 | Dinamarca | 0:2     | Japón                    | Estadio Algarve, Algarve                                |                                                         |
|                    |           | Reporte | Kawasumi 17' · Ōgimi 41' | Asistencia: 83 espectadores Árbitra: Quetzalli Alvarado | Asistencia: 83 espectadores Árbitra: Quetzalli Alvarado |

| 11 de marzo, 12:20 | Alemania                          | 2:0     | Noruega | Estadio Municipal, Lagos                              |                                                       |
|                    | Okoyino da Mbabi 52' · Keßler 86' | Reporte |         | Asistencia: 500 espectadores Árbitra: Salomé di Iorio | Asistencia: 500 espectadores Árbitra: Salomé di Iorio |

### Grupo B
| Equipo         | Pts | PJ | PG | PE | PP | GF | GC | DG |
| -------------- | --- | -- | -- | -- | -- | -- | -- | -- |
| Estados Unidos | 7   | 3  | 2  | 1  | 0  | 9  | 1  | 8  |
| Suecia         | 5   | 3  | 1  | 2  | 0  | 8  | 3  | 5  |
| China          | 4   | 3  | 1  | 1  | 1  | 2  | 6  | −4 |
| Islandia       | 0   | 3  | 0  | 0  | 3  | 1  | 10 | −9 |

- Los horarios corresponden a la Hora del Oeste Europeo (WET): UTC±00:00

| 6 de marzo, 14:00 | Estados Unidos                       | 3:0     | Islandia | Estadio Municipal, Albufeira                          |                                                       |
|                   | Buehler 48' · Boxx 62' · Wambach 75' | Reporte |          | Asistencia: 500 espectadores Árbitra: Fusako Kajiyama | Asistencia: 500 espectadores Árbitra: Fusako Kajiyama |

| 6 de marzo, 16:00 | Suecia       | 1:1     | China          | Estadio Bela Vista, Parchal                              |                                                          |
|                   | Thunebro 59' | Reporte | Ren Guixin 32' | Asistencia: 150 espectadores Árbitra: Quetzalli Alvarado | Asistencia: 150 espectadores Árbitra: Quetzalli Alvarado |

| 8 de marzo, 14:00 | Estados Unidos                                                 | 5:0     | China | Estadio Municipal, Albufeira                        |                                                     |
|                   | Leroux 13' · Krieger 33' · Rapinoe 46' · Press 64' · Engen 83' | Reporte |       | Asistencia: 500 espectadores Árbitra: Jana Adámková | Asistencia: 500 espectadores Árbitra: Jana Adámková |

| 8 de marzo, 18:00 | Suecia                                                                       | 6:1     | Islandia         | Estadio Municipal, Albufeira                          |                                                       |
|                   | Asllani 10', 47' · Thunebro 14' · Schelin 42' · Hammarström 45' · Moberg 64' | Reporte | Magnúsdóttir 86' | Asistencia: 200 espectadores Árbitra: Salomé di Iorio | Asistencia: 200 espectadores Árbitra: Salomé di Iorio |

| 11 de marzo, 15:00 | China         | 1:0     | Islandia | Sports Complex Nora, Ferreiras |                           |
|                    | Zeng Ying 63' | Reporte |          | Árbitra: Esther Azzopardi      | Árbitra: Esther Azzopardi |

| 11 de marzo, 15:00 | Suecia       | 1:1     | Estados Unidos | Estadio Municipal, Lagos                             |                                                      |
|                    | Dahlkvist 4' | Reporte | Morgan 56'     | Asistencia: 750 espectadores Árbitra: Esther Staubli | Asistencia: 750 espectadores Árbitra: Esther Staubli |

### Grupo C
| Equipo   | Pts | PJ | PG | PE | PP | GF | GC | DG |
| -------- | --- | -- | -- | -- | -- | -- | -- | -- |
| México   | 6   | 3  | 2  | 0  | 1  | 4  | 1  | 3  |
| Hungría  | 4   | 3  | 1  | 1  | 1  | 3  | 2  | 1  |
| Gales    | 4   | 3  | 1  | 1  | 1  | 2  | 3  | −1 |
| Portugal | 3   | 3  | 1  | 0  | 2  | 2  | 5  | −3 |

- Los horarios corresponden a la Hora del Oeste Europeo (WET): UTC±00:00

| 6 de marzo, 15:00 | México      | 1:0     | Hungría | Sports Complex Nora, Ferreiras |                         |
|                   | Cuéllar 48' | Reporte |         | Árbitra: Esther Staubli        | Árbitra: Esther Staubli |

| 6 de marzo, 15:30 | Portugal                  | 2:0     | Gales | Estadio Municipal, Vila Real de Santo António |                        |
|                   | Fernandes 36' (pen.), 74' | Reporte |       | Árbitra: Teodora Albon                        | Árbitra: Teodora Albon |

| 8 de marzo, 15:00 | Portugal | 0:2     | Hungría                | Estadio Municipal, Vila Real de Santo António |                           |
|                   |          | Reporte | Vágó 27', 90+1' (pen.) | Árbitra: Pernilla Larsson                     | Árbitra: Pernilla Larsson |

| 8 de marzo, 18:00 | Gales        | 1:0     | México | Estadio Municipal, Vila Real de Santo António |                    |
|                   | Fishlock 11' | Reporte |        | Árbitra: Liang Qin                            | Árbitra: Liang Qin |

| 11 de marzo, 15:30 | Gales   | 1:1     | Hungría     | Estadio Municipal, Quarteira |                        |
|                    | Ward 5' | Reporte | Csiszár 76' | Árbitra: Therese Sagno       | Árbitra: Therese Sagno |

| 11 de marzo, 15:30 | Portugal | 0:3     | México                                      | Estadio Algarve, Algarve |                         |
|                    |          | Reporte | Rangel 17' · Garza 42' (pen.) · Cuéllar 61' | Árbitra: Margaret Domka  | Árbitra: Margaret Domka |

## Fase final
- Los horarios corresponden a la Hora del Oeste Europeo (WET): UTC±00:00

### 11.º puesto
| 13 de marzo, 15:30 | Gales        | 1:1 (1:3 p.) | Portugal   | Estadio Bela Vista, Parchal |                          |
|                    | Fishlock 77' | Reporte      | Luís 90+3' | Árbitra: Katalin Kulcsár    | Árbitra: Katalin Kulcsár |

### 9.º puesto
| 13 de marzo, 12:00 | Hungría          | 1:4     | Islandia                                                             | Estadio Bela Vista, Parchal |                    |
|                    | Pádár 89' (pen.) | Reporte | Gunnarsdóttir 11' · Hönnudóttir 54' · Ómarsdóttir 81' · Jessen 90+3' | Árbitra: Liang Qin          | Árbitra: Liang Qin |

### 7.º puesto
| 13 de marzo, 15:30 | México | 0:3     | Dinamarca                             | Estadio Municipal, Lagos                           |                                                    |
|                    |        | Reporte | Hoveson 45' · Harder 67' · Bukh 90+2' | Asistencia: 56 espectadores Árbitra: Jana Adámková | Asistencia: 56 espectadores Árbitra: Jana Adámková |

### 5.º puesto
| 13 de marzo, 13:10 | Japón     | 1:0     | China | Estadio Algarve, Algarve  |                           |
|                    | Ōgimi 67' | Reporte |       | Árbitra: Pernilla Larsson | Árbitra: Pernilla Larsson |

### 3.º puesto
| 13 de marzo, 12:00 | Noruega                                                             | 2:2 (5:4 p.)               | Suecia                                                            | Estadio Municipal, Lagos                             |                                                      |
|                    | Hegland 39' · Hegerberg 90+1'                                       | Reporte                    | Asllani 15' · Göransson 46'                                       | Asistencia: 200 espectadores Árbitra: Efthalia Mitsi | Asistencia: 200 espectadores Árbitra: Efthalia Mitsi |
|                    |                                                                     | Tiros desde el punto penal |                                                                   |                                                      |                                                      |
|                    | Christensen · Bjånesøy · Isaksen · Stensland · Gulbrandsen · Kaurin |                            | Hammarström · Thunebro · Holmberg · Göransson · Berglund · Moberg |                                                      |                                                      |

### Final
| 13 de marzo, 17:00 | Alemania | 0:2     | Estados Unidos  | Estadio Algarve, Algarve                                   |                                                            |
|                    |          | Reporte | Morgan 13', 34' | Asistencia: 1,000 espectadores Árbitra: Carol Anne Chenard | Asistencia: 1,000 espectadores Árbitra: Carol Anne Chenard |

| Campeón                   |
| Estados Unidos 9.º título |

## Goleadoras
| Jugadora         | Goles |
| ---------------- | ----- |
| Alex Morgan      | 3     |
| Kosovare Asllani | 3     |
| Ada Hegerberg    | 2     |
| Edite Fernandes  | 2     |
| Fanni Vágó       | 2     |
| Jessica Fishlock | 2     |
| Renae Cuéllar    | 2     |
| Sara Thunebro    | 2     |